# Монте Филипети (Витербо)
Монте Филипети је насеље у Италији у округу Витербо, региону Лацио.
Према процени из 2011. у насељу је живело 115 становника. Насеље се налази на надморској висини од 167 м.